# 자동차보험
자동차보험은 피보험자가 자동차를 소유, 사용 또는 관리하는 동안에 발생하는 사고로 인하여 피보험자에게 생긴 손해를 보험자가 보상하는 보험이다. 자동차사고로 인해 피보험자 자신이 직접 입은 손해를 보상하거나 피해 받았을 때 배상해주는 경우도 있다.
자동차보험과 운전자보험의 차이는, 자동차보험은 주로 민사적인 보상에 초점을 맞추고 있고 운전자보험은 형사적인 책임을 져야할 경우를 대비하여 가입하는 성격이라는 것이다.  
그 중에서 다이렉트 자동차보험은 보험설계사나 대리점을 통하지 않고, 소비자가 보험사와 직접 계약을 맺는 방식의 자동차보험이다. 온라인이나 전화를 통해 간편하게 가입할 수 있으며, 중간 과정이 생략되기 때문에 일반적으로 보험료가 저렴한 편이다.  
다이렉트 자동차보험의 가장 큰 장점은 바로 이 저렴한 보험료와 간편한 절차이다. 비교적 젊은 층이나 인터넷 활용에 익숙한 사람들에게 특히 인기가 많다. 다양한 보험사들의 보장 내용을 직접 비교하고 자신에게 맞는 상품을 선택할 수 있기 때문에, 소비자의 선택권도 넓다.
하지만 다이렉트 보험은 모든 것을 스스로 결정하고 처리해야 하므로, 보험상품에 대한 기본적인 이해가 필요하다. 가입 전에 보장 범위, 자기부담금, 특약 등을 꼼꼼히 확인하는 것이 중요하다. 전문가의 조언이 필요한 경우라면 전통적인 대면 보험도 고려할 필요가 있다.
결국, 자동차보험을 선택할 때는 자신의 운전 습관, 생활 패턴, 그리고 보험에 대한 이해도를 바탕으로 어떤 방식이 더 적합한지를 판단하는 것이 중요하다.

## 국내 주요 보험사
- KB손해보험
- DB손해보험
- 현대해상
- 삼성화재

## 같이 보기
- 건강보험

## 참고 문헌
- 이기수∙최병규∙김인현, 『보험∙해상법』, 박영사, 2008. ISBN 9788910515210
- 혜민북스 편집부 , 자동차보험 및 산재보험 관련 법규, 혜민북스, 2014. ISBN 9791157320172